# SN 2012bv
SN 2012bv – supernowa typu II P, odkryta 8 kwietnia 2012 roku w galaktyce NGC 6796. W momencie odkrycia miała maksymalną jasność 15,7m.